# Русанівський гай
Русанівський гай — ботанічна пам'ятка природи місцевого значення в Україні. Розташований у північній
частині с. Русанівка на території сільської амбулаторної лікарні. Оголошено територією ПЗФ 01.12.2006. Площа 1,4 га. Пам’ятка природи є дубовим гаєм, створеним близько 170 років тому.